# Kató Tomoe
Kató Tomoe (加藤 與惠; Hepburn: Katō Tomoe) (Tokió, 1978. május 27. –) japán válogatott labdarúgó.

## Klub
1993 és 2008 között a Nippon TV Beleza csapatában játszott. 2001-ben és 2002-ben a liga legértékesebb játékosának választották. 246 bajnoki mérkőzésen lépett pályára és 22 gólt szerzett. 2008-ban vonult vissza.

## Nemzeti válogatott
1997-ben debütált a japán válogatottban. A japán válogatott tagjaként részt vett az 1999-es, a 2003-es, a 2007-es világbajnokságon, a 2004. és a 2008. évi nyári olimpiai játékokon. A japán válogatottban 114 mérkőzést játszott.

## Statisztika
| Japán válogatott | Japán válogatott | Japán válogatott |
| Időszak          | Mérk.            | gól              |
| ---------------- | ---------------- | ---------------- |
| 1997             | 7                | 0                |
| 1998             | 9                | 0                |
| 1999             | 13               | 0                |
| 2000             | 1                | 0                |
| 2001             | 4                | 0                |
| 2002             | 9                | 0                |
| 2003             | 14               | 2                |
| 2004             | 11               | 0                |
| 2005             | 9                | 1                |
| 2006             | 16               | 2                |
| 2007             | 17               | 2                |
| 2008             | 4                | 1                |
| Összesen         | 114              | 8                |

## Sikerei, díjai
Japán válogatott
- Ázsia-kupa:  Bronz; 1997, 2008

Klub
- Japán bajnokság: 1993, 2000, 2001, 2002, 2005, 2006, 2007, 2008

Egyéni
- Az év Japán játékosa: 2001, 2002
- Az év Japán csapatában: 1996, 1997, 1998, 1999, 2000, 2001, 2002, 2003, 2004, 2005, 2006, 2007